# Jürgen Dannenberg
Jürgen Dannenberg (* 11. Juni 1952 in Torgau) ist ein Kommunalpolitiker der Partei Die Linke im Land Sachsen-Anhalt und war von 2007 bis 2021 Landrat des Landkreises Wittenberg.

## Leben
Dannenberg absolvierte nach einer Ausbildung zum Betriebsschlosser für Landtechnik mit Abitur ein Hochschulstudium, das er als Diplom-Gesellschaftswissenschaftler abschloss. Anschließend arbeitete er als Sekretär für Landwirtschaft in der Kreisleitung Jessen der Sozialistischen Einheitspartei Deutschlands (SED). Ab 1990 war er als Regionalmitarbeiter der Partei des Demokratischen Sozialismus (PDS) in der Region Anhalt sowie als Kommunalpolitiker für die PDS beziehungsweise später die Linkspartei und Die Linke tätig. Ab 1993 leitete er den Gesundheits- und Sozialausschuss des Kreistages Wittenberg, seit 1994 war er Fraktionsvorsitzender der PDS-Fraktion im Kreistag.
Am 6. Mai 2007 wurde Dannenberg in einer Stichwahl mit 54,0 Prozent der Stimmen zum Landrat des Landkreises Wittenberg gewählt. In der Stichwahl vom 22. Juni 2014 wurde er mit 56,1 Prozent der Stimmen in seinem Amt bestätigt. Altersbedingt trat er im Juni 2021 nicht erneut zur Wahl an.
Am 26. Dezember 2020 wurde er, noch vor dem offiziellen Beginn der Covid-19-Impfungen in Deutschland und entgegen der geltenden Priorisierung, gegen SARS-Cov-2 geimpft, nachdem bei einem Testlauf an Mitarbeitern eines Impfzentrums Impfstoff übrig geblieben sei. Nachdem dies Anfang Februar 2021 öffentlich bekannt geworden war, entschuldigte sich Dannenberg.
Jürgen Dannenberg ist verheiratet und hat zwei Söhne.